# Taça do Atlântico
Die Taça do Atlântico (Port.), oder Spanisch Copa del Atlántico ist wohl am besten mit Atlantikpokal übersetzt. Dieser war zwischen 1956 und 1976 ein inoffizielles Turnier der führenden Fußballnationalmannschaften Südamerikas, das von den beteiligten Verbänden ausgerichtet wurde. Teilnehmer waren die Fußballnationalmannschaften von Brasilien, Argentinien, Uruguay und Paraguay. Die Spiele fanden in den Städten Asunción, Buenos Aires, Montevideo und Rio de Janeiro statt. Brasilien gewann alle drei Ausspielungen, die in den Jahren 1956, 1960 und 1976 stattfanden.
1956 fand unter gleichem Namen auch ein Vereinsturnier mit Teilnehmern aus den o. g. Ländern, außer Paraguay, statt.
Nicht zu verwechseln ist das Turnier mit der Copa del Atlántico. Dieses Turnier fand nur einmalig 1947 statt.

## Die Turniere im Überblick
| Jahr | Finalstände | Finalstände | Finalstände | Finalstände     | Spiele |
| Jahr | Sieger      | 2. Platz    | 3. Platz    | 4. Platz        | Spiele |
| ---- | ----------- | ----------- | ----------- | --------------- | --- |
| 1956 | Brasilien   | Argentinien | Uruguay     | drei Teilnehmer | 24. Juni 1956 (Rio de Janeiro): Brasilien – Uruguay 2:0 1. Juli 1956 (Montevideo): Uruguay – Argentinien 1:2 8. Juli 1956 (Buenos Aires): Argentinien – Brasilien 0:0 1 |
| 1960 | Brasilien   | Argentinien | Uruguay     | Paraguay        | 3. Juli 1960 (Asunción): Paraguay – Brasilien 1:2 9. Juli 1960 (Buenos Aires): Argentinien – Paraguay 1:0 9. Juli 1960 (Montevideo): Uruguay – Brasilien 1:0 12. Juli 1960 (Rio de Janeiro): Brasilien – Argentinien 5:1 13. Juli 1960 (Montevideo): Uruguay – Paraguay 2:1 17. August 1960 (Buenos Aires): Argentinien – Uruguay 4:0 |
| 1976 | Brasilien   | Argentinien | Paraguay    | Uruguay         | 25. Februar 1976 (Asunción): Paraguay – Argentinien 2:3 25. Februar 1976 (Montevideo): Uruguay – Brasilien 1:2 2 27. Februar 1976 (Buenos Aires): Argentinien – Brasilien 1:2 2 10. März 1976 (Montevideo): Uruguay – Paraguay 2:2 7. April 1976 (Asunción): Paraguay – Brasilien 1:1 2 8. April 1976 (Buenos Aires): Argentinien – Uruguay 4:1 28. April 1976 (Rio de Janeiro): Brasilien – Uruguay 2:1 2 28. April 1976 (Buenos Aires): Argentinien – Paraguay 2:2 19. Mai 1976 (Rio de Janeiro): Brasilien – Argentinien 2:0 2 19. Mai 1976 (Asunción): Paraguay – Uruguay 1:0 9. Juni 1976 (Montevideo): Uruguay – Argentinien 0:3 9. Juni 1976 (Rio de Janeiro): Brasilien – Paraguay 3:1 2 |